# Anna Walentynowicz
Anna Walentynowicz (Rivne, 15 de agosto de 1929 — Smolensk, 10 de abril de 2010) foi uma política polaca.
Foi uma das vítimas do acidente do Tu-154 da Força Aérea Polonesa.